# Surinam na Letnich Igrzyskach Olimpijskich 2004
Surinam na Letnich Igrzyskach Olimpijskich 2004 wystąpił po raz dziesiąty w tego typu imprezie. Podczas tych igrzysk kraj ten reprezentowało czworo sportowców w dwóch dyscyplinach.

## Reprezentanci

### Lekkoatletyka
Mężczyźni
- Cornelis Sibe
  - Bieg na 800 m - odpadł w eliminacjach

Kobiety
- Letitia Vriesde
  - Bieg na 800 m - odpadła w półfinale

### Pływanie
Mężczyźni
- Gordon Touw Ngie Tjouw
  - 100 m stylem motylkowym - odpadł w eliminacjach (51. czas)

Kobiety
- Sade Daal
  - 50 m stylem dowolnym - odpadła w eliminacjach (54. czas)